# Hitomishiri
Le terme Hitomishiri désigne au Japon un état psychologique du jeune enfant, au moment où, commençant à distinguer sa mère des autres personnes présentes autour de lui, il éprouve une anxiété, et un comportement violent à l'égard des étrangers et ressent le besoin de se rapprocher de sa mère. 
Cet état mental, traduit par le psychanalyste René Spitz comme « la crainte des étrangers »,, ou « l'angoisse des 8 mois », est parfois utilisé par des adultes pour décrire une faiblesse psychologique en présence d'étrangers. Cette persistance à l'âge adulte de l’hitomishiri est intéressante, car elle survient assez fréquemment au Japon, se traduisant par une difficulté morbide à être en relation avec les autres.